# Озерний (Чистоозерний район)
Озерний (рос. Озёрный) — селище у Чистоозерному районі Новосибірської області Російської Федерації.
Входить до складу муніципального утворення Табулгінська сільрада. Населення становить 172 особи (2010).

## Історія
Згідно із законом від 2 червня 2004 року органом місцевого самоврядування є Табулгінська сільрада.

## Населення
| 2002 | 2007 | 2010 |
| ---- | ---- | ---- |
| 219  | ↘209 | ↘172 |